# ويليام لويل بوتنام
ويليام لويل بوتنام (بالإنجليزية: William Lowell Putnam)‏ هو مصرفي ومحامي أمريكي، ولد في 22 نوفمبر 1861، وتوفي في يونيو 1923.